# ديف بليس
ديف بليس (بالإنجليزية: Dave Bliss)‏ هو مدرب كرة سلة أمريكي، ولد في 20 سبتمبر 1943 في بينغامتون في الولايات المتحدة.

## روابط خارجية
- ديف بليس على موقع كلية كرة السلة في سبورتس رفرنس.كوم (الإنجليزية)
- ديف بليس على موقع كلية كرة السلة في سبورتس رفرنس.كوم (الإنجليزية)